# JSM Challenger 1997
Il JSM Challenger 1997 è stato un torneo di tennis facente parte della categoria ATP Challenger Series nell'ambito dell'ATP Challenger Series 1997. Il torneo si è giocato a Urbana negli Stati Uniti dal 15 al 21 settembre 1997 su campi in cemento indoor.

## Vincitori

### Singolare
Andrew Richardson ha battuto in finale  Cecil Mamiit con il punteggio di 6–7, 7–6, 6–3.

### Doppio
Michael Sell /  Kevin Ullyett hanno battuto in finale  Gouichi Motomura /  Takao Suzuki con il punteggio di 3–6, 7–6, 6–2.